# The Paris Globalist
 (juillet 2014).
 (avril 2020).
The Paris Globalist est la revue de relations internationales des étudiants de l'Institut d'études politiques de Paris (Science Po).
Créé fin 2006, The Paris Globalist, fait partie de la fondation Global21 basée à l'université Yale. Fondée en 2005 par des étudiants de Yale, la fondation Global21 est un groupement de rédactions tourné vers l’international. Ainsi, une dizaine d’universités, parmi les plus renommées au monde, publient chacune une édition du Globalist : The Yale Globalist, Cambridge Globalist, The Toronto Globalist, The London Globalist, The Pekin Globalist, The Cape Town Globalist, The Sydney Globalist, El Globalista México ou encore The Jerusalem Globalist. Ces magazines sont généralement viables sur le long terme, avec parfois des passages à vide selon les rédactions qui changent régulièrement (chaque année ou tous les deux ans).
The Paris Globalist a plus particulièrement pour but de publier, deux fois par an, une revue d'affaires internationales réalisée par les étudiants de Sciences Po. Ce journal est distribué non seulement aux étudiants de Sciences Po Paris, à raison de 2 500 exemplaires par numéro, mais aussi à des spécialistes des relations internationales, à des universitaires et autres praticiens. De plus, la revue est également disponible en ligne et donc lue[Interprétation personnelle ?] dans de nombreuses universités à l’international, et notamment celles des membres du réseau Global21.
Le but de ce magazine est de présenter le fruit du travail de recherche, d’analyse et de synthèse des étudiants de Sciences Po Paris, tout en faisant appel à des spécialistes des relations internationales reconnus à Sciences Po, en France, et à l’étranger, afin de produire un travail de qualité professionnelle. Ainsi, des spécialistes éminents ont participé aux différents numéros du Paris Globalist, à travers des interviews, des articles d'ouverture, ou des reportages, parmi lesquels notamment Jacques Attali, Hubert Védrine, Joseph Maïla, et Bertrand Badie.
Chaque numéro du Paris Globalist présente un dossier d'une dizaine d'articles regroupés autour d'un thème spécifique : rogue states, diasporas, le religieux dans les relations internationales, puissance et influence ou encore le récent numéro sur la démocratie. Le dossier peut également contenir une introduction réalisée par un spécialiste éminent sur la question ainsi qu'un entretien avec une personnalité connue. À cela s'ajoutent un reportage photographique, une dizaine d'articles hors-thème, et une page d'échange avec les autres universités du réseau Global21 ainsi que d'autres universités prestigieuses.